# تورستن شميت (متزحلق نوردي مزدوج)
تورستن شميت (بالألمانية: Thorsten Schmitt)‏ هو متزحلق نوردي مزدوج ألماني، ولد في 20 سبتمبر 1975 في فيلينغن-شفنينغن في ألمانيا.

## وصلات خارجية
- تورستن شميت على موقع الاتحاد الدولي للتزلج (التزلج النوردي المزدوج) (الإنجليزية)
- تورستن شميت على موقع اللجنة الأولمبية الدولية (الإنجليزية)
- تورستن شميت على موقع أوليمبيديا (الإنجليزية)